# Bulbophyllum oxychilum
Bulbophyllum oxychilum là một loài phong lan thuộc chi Bulbophyllum.